# Бишкекская и Кыргызстанская епархия
Бишке́кская и Кыргызста́нская епа́рхия (кирг. Бишкек жана Кыргызстан епархиясы) — епархия Русской Православной Церкви в государственных границах Кыргызской Республики. Входит в состав Среднеазиатского митрополичьего округа.
Кафедральный город — Бишкек. Кафедральный собор — Воскресенский (Бишкек).

## Названия
- Пишпекская и Семиреченская (викарная; 1926—1929)
- Бишкекская и Киргизская (2011—2012)
- Бишкекская и Кыргызстанская (с 4 октября 2012)

## История
Христианство стало проникать на территорию Киргизии с первых веков новой эры. По словам митрополита Среднеазиатского и Бишкекского Владимира (Икима), Апостол Фома или Фома-Близнец первым принес в Центральную Азию весть о Спасителе: «Дорога Апостола Фомы пролегала и по Киргизской земле, — пишет митрополит в своей книге, — через Ош и Узгент».
Православие на территории Киргизии стало активно развиваться с началом массового переселения российских крестьян и казаков. Первыми были сибирские казаки, поселившиеся в северной части Семиречья. Около казачьих укреплений, в которых обустраивались походные военные церкви, как неотъемлемой части жизни общества, селилось мирное население — купцы и крестьяне.
4 мая 1871 года была образована выделением из Оренбургской епархии Туркестанская епархия с центром в городе Верном. В новую епархию вошла в том числе и территория Киргизии.
Первые православные приходы появились в Киргизии в 1870-х годах. Первоначально они были военными, но с появлением в Туркестане переселенческого населения, православные приходы утрачивали военный статус, а затем уже отстраивались постоянные церкви. Первая на территории республики церковь, была сооружена в селе Теплоключенка.
С 1926 по 1929 год существовало Пишпекское викариатство Ташкентской епархии.
Образована выделением из Ташкентской и Среднеазиатской епархии определением Священного синода от 27 июля 2011 года с включением в состав новообразованного Среднеазиатского митрополичьего округа.
18 июля 2012 года в Бишкеке был открыт Епархиальный исторический музей, ставший первым и единственным в Кыргызстане музеем православной культуры. В экспозиции музея коллекции икон, наград Российской империи, фотографий дореволюционных и современных храмов, архив материалов о первых русских переселенцах.
В июне 2014 года предпринята попытка вынудить епископа Феодосия (Гажу) покинуть страну.

## Благочиннические округа
По состоянию на октябрь 2022 года:
- Центральный
- Западный
- Восточный
- Южный

## Храмы
На 2011 год в состав Бишкекской и Киригизской епархии входит 6 благочинных округов, 25 храмов, 20 молитвенных домов и 1 женский монастырь.
- Воскресенский собор (Бишкек)
- Храм святого равноапостольного великого князя Владимира (Бишкек)
- Храм Рождества Пресвятой Богородицы (село Ленинское)
- Храм Покрова Божией Матери (Кант)
- Храм в честь иконы Божией Матери «Всех скорбящих Радость» село Ново-Покровка
- Храм Покрова Божией Матери (село Таш-Тюбе)
- Храм Казанской иконы Божией Матери (село Васильевка)
- Храм святого великомученика Георгия Победоносца (Чуй-Токмок)
- Храм Святого Духа (село Сокулук)
- Храм святого апостола и Евангелиста Иоанна Богослова (село Ивановка)
- Храм Казанской иконы Божией Матери (село Орловка)
- Храм преподобного Серафима Саровского (село Красная Речка)
- Храм Покрова Божией Матери (село Кемин)
- Храм святой блаженной Ксении Петербургской (Балыкчи)
- Храм Пресвятой Троицы (Каракол)
- Храм священномученика Вениамина, митрополита Петроградского (Чолпон-Ата)
- Храм Покрова Божией Матери (Кызыл-Суу)
- Храм Святителя Николая Чудотворца (село Ананьево)
- Храм Казанской иконы Божией Матери (село Тюп)
- Храм святого великомученика Димитрия Солунского (село Теплоключенка)
- Храм Архистратига Божия Михаила (село Семеновка)
- Храм Покрова Пресвятой Богородицы (село Григорьевка)
- Храм Архистратига Божия Михаила (Ош)
- Храм Успения Божией Матери (Джалал-Абад)
- Храм Пророка Божия Илии (Кызыл-Кия)
- Храм Рождества Пресвятой Богородицы (Кок-Янгак)
- Храм Преподобного Серафима Саровского (Кара-Куль)
- Храм Владимирской иконы Божией Матери (Майлуу-Суу)
- Храм Тихвинской иконы Божией Матери (Айдаркен)

## Монастыри
- Монастырь Казанской иконы Божией Матери город Кара Балта (женский). Учреждён в 1996 году в качестве подворья Ташкентского Троице-Никольского монастыря. В 1999 году был преобразован в самостоятельный.
- Свято-Троицкий Иссык-Кульский монастырь (мужской). Не действует. Учреждён в 1881 году. В 1919 году был закрыт.

## Епархиальные отделы
- Отдел образования и катехизации во имя св. равноап. Вл. Кн. Владимира
- Информационно-издательский центр во имя свв. равноап. Кирилла и Мефодия
- Церковно-археологический отдел во имя св. схиархиепископа Антония (Абашидзе)
- Отдел социального служения во имя св. прав. Иоанна Кронштадтского
- Молодёжный отдел во имя апостола и евангелиста Иоанна Богослова
- Архитектурно-строительный отдел во имя свт. Иоасафа Белгородского
- Отдел по тюремному служению
- Отдел по работе с вооружёнными силами
- Сестричество милосердия во имя св. прпмч. Елисаветы Феодоровны
- Братство во имя свт. Николая Чудотворца.

## Епископы
Пишпекское и Семиреченское викариатство Туркестанской епархии
- Мелхиседек (Аверченко) (30 октября 1926 — 30 октября 1929)

Бишкекская епархия
- Викентий (Морарь) (27 июля — 4 декабря 2011) в/у, митр. Ташкентский
- Феодосий (Гажу) (4 декабря 2011 — 25 июля 2014)
- Даниил (Кузнецов) (25 июля 2014 — 27 мая 2022)
- Савватий (Загребельный) (с 27 мая 2022)